# Johannes Leimena

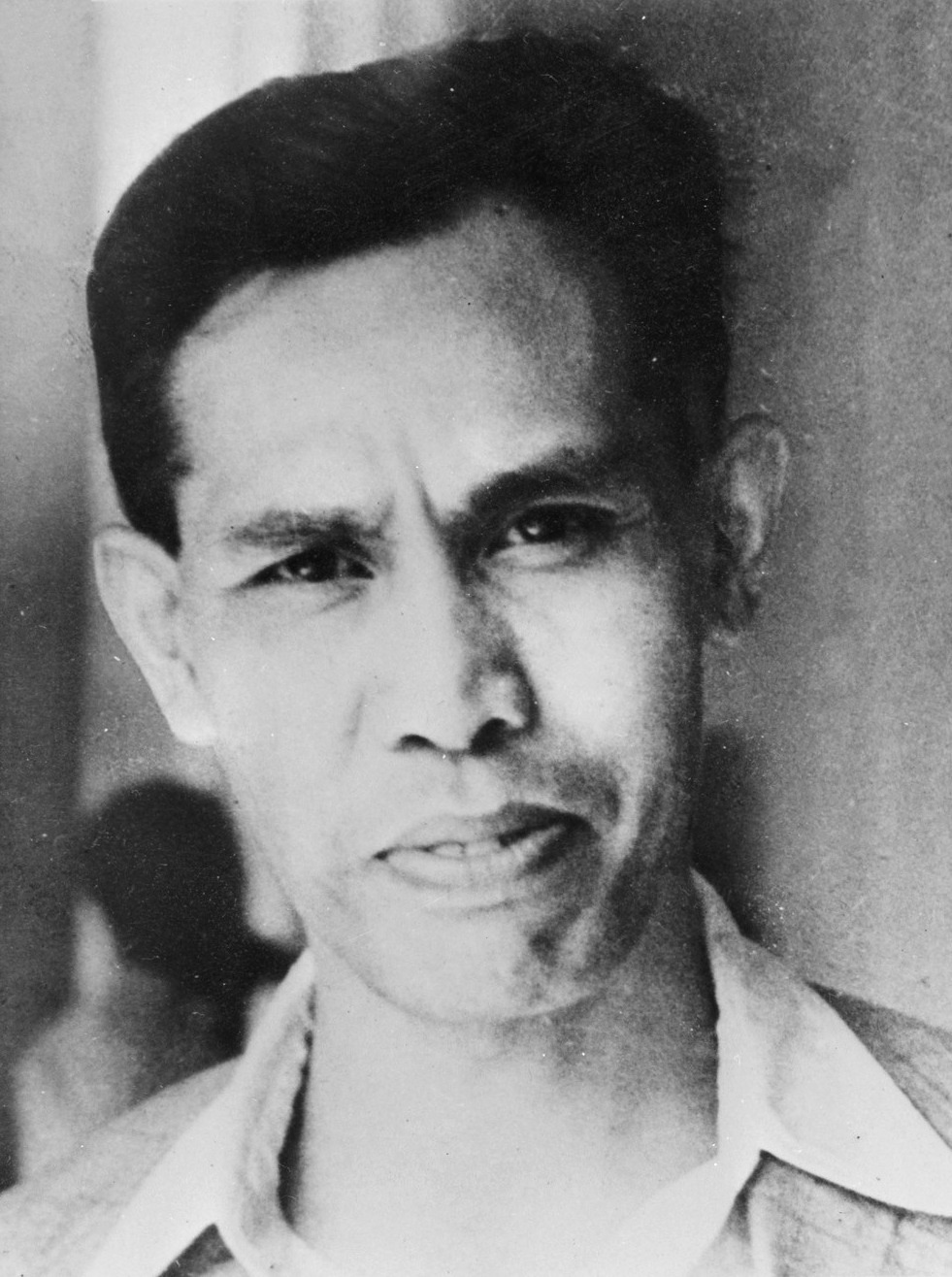
Johannes Leimena

Johannes Leimena (Ambon, 3 maart 1905 - Jakarta, 29 maart 1977) was een Indonesisch politicus van de Indonesische Christelijke Partij (Parkindo), die hij in 1950 had opgericht.
Leimena was betrokken (aan republikeinse zijde) bij de onafhankelijkheidsonderhandelingen aan boord van de Renville. Hij was minister van staat in het kabinet-Hatta II en maakte vanuit die rol deel uit van de onderhandelingsdelegatie aan de Nederlands-Indonesische rondetafelconferentie van 1949. Tussen 1946 en 1956, zowel tijdens de Indonesische Onafhankelijkheidsoorlog als in de periode daarna, was Leimena meermaals minister van gezondheid, in de kabinetten Amir Sjarifoeddin I en II, Hatta I, RIS, Natsir, Soekiman-Suwirjo, Wilopo en Burhanuddin Harahap. Van 1956 tot 1959 was Leimena vicevoorzitter van de grondwetgevende vergadering, de Konstituante.
Ook in de periode van de geleide democratie bleef Leimena politiek actief. Hij was vicepremier (wakil perdana menteri/wakil menteri pertama) van 1957 tot 1966 in de kabinetten Djoeanda, Kerja I, II, III en IV en Dwikora I, II en III.
In 2010 werd hij geëerd met de titel Nationale held van Indonesië